# Pematang Gajing
Pematang Gajing is een bestuurslaag in het regentschap Simalungun van de provincie Noord-Sumatra, Indonesië. Pematang Gajing telt 1680 inwoners (volkstelling 2010).